# Sveti Petar Čvrstec
Sveti Petar Čvrstec es una localidad de Croacia en el municipio de Sveti Ivan Žabno, condado de Koprivnica-Križevci.

## Geografía
Se encuentra a una altitud de 172 m s. n. m. a 79 km de la capital nacional, Zagreb.

## Demografía
En el censo 2011, el total de población de la localidad fue de 603 habitantes.
| Gráfica de población de Sveti Petar Čvrstec 1857-2011               |
|                                                                     |
| Según los censos de población de la oficina estadística de Croacia. |